# Лысый нянька: Спецзадание
«Лысый нянька: Спецзадание» (англ. The Pacifier) — американский комедийный боевик 2005 года, снятый режиссёром Адамом Шенкманом.
Предпремьерный показ фильма прошёл в Голливуде 1 марта, а в широкий прокат на территории США вышел 4 марта 2005 года. Премьера в России состоялась 14 апреля 2005 года. На DVD фильм вышел 28 июня. В декабре 2015 года Вин Дизель сообщил о съёмках продолжения фильма.

## Сюжет
Бывшему морскому пехотинцу, невозмутимому агенту Шэйну Вулфу, приказано охранять пятерых детей похищенного учёного, работающего на правительство. Оказалось, что детей нужно охранять не только от злоумышленников, но и от них самих. Причём при этом не следует забывать и о собственной безопасности. Их ведь пятеро, они непредсказуемы, а младшие непоседливы. Вулф легко может справиться с плохими парнями, но одолеть пятерых подопечных ему будет очень нелегко. Ему придётся столкнуться со многими угрозами, как несерьёзными, так и угрожающими его жизни.

## В ролях
| Актёр         | Роль                            |
| ------------- | ------------------------------- |
| Вин Дизель    | Шэйн Вулф                       |
| Лорен Грэм    | директор Клэр Флетчер           |
| Фэйт Форд     | Джули Пламмер                   |
| Бриттани Сноу | Зои Пламмер                     |
| Макс Тириот   | Сет Пламмер                     |
| Крис Поттер   | капитан Билл Фосетт             |
| Кэрол Кейн    | Хельга                          |
| Брэд Гаррет   | зам. директора Мёрни/мёрминатор |
| Морган Йорк   | Лулу Пламмер                    |
| Киган Хувер   | Питер Пламмер                   |
| Деннис Акаяма | мистер Чен                      |
| Мун-Лин Цуй   | миссис Чен                      |

## Критика
Американский кинокритик Роджер Эберт дал фильму две звезды из четырёх.